# Stazione di Shin-Aomori
La Stazione di Shin-Aomori (新青森駅?, Shin Aomori-eki) è una stazione ferroviaria di Aomori, nell'omonima prefettura della regione del Tōhoku.

## Storia
La stazione di Shin-Aomori è stata aperta il 1º novembre 1986 dalle Ferrovie Nazionali Giapponesi, l'anno seguente in seguito al fallimento dell'azienda pubblica e alla sua divisione l'impianto è stato posto sotto l'egida della East Japan Railway Company. Nel nuovo millennio la stazione è stata destinata a diventare il punto di collegamento tra il Tōhoku Shinkansen (prolungato di circa 80 km) ed il nuovo Hokkaidō Shinkansen, i lavori sono iniziati nel 2007 e il collegamento meridionale è stato completato nel 2010 mentre l'apertura della nuova linea verso l'isola di Hokkaidō è fissata al 2016.

## Linee
- East Japan Railway Company
  - Tōhoku Shinkansen
  - Linea principale Ōu
  - Hokkaidō Shinkansen